# Joaquim de Figueiredo Correia
Joaquim de Figueiredo Correia (Várzea Alegre, 4 de novembro de 1920 — Fortaleza, 16 de junho de 1981) foi um advogado e político brasileiro.

## Vida
Joaquim de Figueiredo Correia nasceu no município de Várzea Alegre no Ceará pertencente a região do Cariri no dia 4 de novembro de 1920, filho de José Correia Lima e de Maria Figueiredo Correia. Foi também proprietário agrícola e pecuarista. Era casado com dona Yvonette Vieira de Figueiredo Correia com quem teve seis filhos: Ângela, Francisco José (também deputado), Anamaria, Figueiredo Junior, Cecília e Adriana. Um fato curioso é que o mesmo faleceu em pleno exercício do mandato na capital do estado em Fortaleza, quando foi anunciada a sua morte em sua cidade natal, um clima de tristeza e dor tomou conta dos moradores, eleitores, parentes e amigos que tinham nele afeição e respeito. Figueredo Correia Bacharelou-se em ciências jurídicas e sociais pela Faculdade de Direito da Universidade do Ceará em 1950 tornando-se um dos renomados advogados do Ceará.

## Deputado Estadual
Iniciou sua carreira política no pleito de janeiro de 1947, quando foi eleito deputado estadual no Ceará na legenda do Partido Social Democrático (PSD), assumindo o mandato em março do mesmo ano. Em 1950 em outubro, foi reeleito para a Assembléia Legislativa de seu estado. Obteve novas reeleições nos pleitos de outubro de 1954 e de 1958, sempre na legenda do PSD. 
Durante sua permanência na Assembleia Legislativa do Ceará foi líder da bancada de seu partido, membro da mesa e integrante das comissões de Justiça e de Finanças. Participou também do Conselho de Assistência Técnica aos Municípios e, no período de 1959 a 1962, licenciou-se para ocupar o cargo de secretário de Educação e Saúde, durante o governo de José Parsifal Barroso. Nessa época foi, ainda, presidente do Conselho Estadual de Educação.
Joaquim de Figueredo Foi um autêntico representante de sua terra no parlamento, tendo trabalhado desde a restauração do regime constitucional, em 1945, até o momento em que não lhe foi mais possível trabalhar, em consequência de uma forte enfermidade que lhe tirou a vida aos 60 anos de idade. Registros mostram que honrosamente ocupou pelo menos uma vez, no período de 1947 a 1951, uma cadeira na Assembleia Legislativa do Ceará, tendo sido, também, deputado federal (de 1975 a 1979). 

## Deputado Federal
Com a extinção dos partidos políticos pelo Ato Institucional nº 2 (27/10/1965) e a posterior instauração do bipartidarismo, filiou-se ao Movimento Democrático Brasileiro (MDB). Nessa legenda foi eleito Deputado Federal por seu estado o Ceará no pleito de novembro de 1966, assumindo sua cadeira na Câmara dos Deputados em fevereiro de 1967. Em março desse mesmo ano tornou-se vice-líder de seu partido, atuando ainda nessa legislatura como membro das comissões de Orçamento e Justiça da Câmara. Licenciou-se de seu mandato para concorrer ao Senado pelo Ceará em novembro de 1970, na legenda do MDB, sendo derrotado por Virgílio Távora e Wilson Gonçalves, ambos da Aliança Renovadora Nacional (Arena). Retornando à Câmara por um breve período, deixou-a em janeiro de 1971, ao concluir o mandato.
Novamente eleito deputado federal pelo Ceará em novembro de 1974 na legenda do MDB, voltou a ocupar uma cadeira na Câmara em fevereiro de 1975. Em abril seguinte foi mais uma vez escolhido vice-líder da bancada de seu partido na Câmara dos Deputados, participando também nessa legislatura, como membro efetivo, da Comissão de Educação e Cultura e, como suplente, da Comissão de Constituição e Justiça da Câmara dos Deputados. Reeleito em novembro de 1978, ainda na legenda do MDB, com a extinção do bipartidarismo em 29 de novembro de 1979 e a consequente reformulação partidária, filiou-se inicialmente ao Partido Popular (PP), passando, logo depois, para o Partido do Movimento Democrático Brasileiro (PMDB). Nessa legislatura foi membro da Comissão do Interior.

## Vice-governador do Ceará
No pleito de outubro de 1962 foi eleito vice-governador do Ceará na chapa encabeçada por Virgílio Távora, com o apoio de uma coligação que englobara o PSD, a União Democrática Nacional (UDN) e o Partido Trabalhista Nacional (PTN). Essa coligação foi formada para evitar a vitória de uma aliança oposicionista que havia sido organizada sob a liderança do Partido Trabalhista Brasileiro (PTB). Em fevereiro de 1963 tomou posse em seu novo cargo, exercendo o governo de forma interina por várias vezes ao longo do mandato. Figueredo Correia ao assumir o cargo de vice-governador ao mesmo ele enchia de orgulho os habitantes de Várzea Alegre, pois naquela época era motivo de muita alegria, até hoje Correa é considerado um dos políticos mais influentes de seu tempo.

Chegou a ter também seu nome cogitado para concorrer ao governo do estado do Ceará nas eleições de novembro de 1982. 